# Live '77
Live '77 er en live video udgivet af AC/DC i Japan i januar 2003. Den blev optaget i The Golders Green Hippodrome i London den 27. oktober 1977.
Sangene "Hell Ain't a Bad Place to Be" og "Rocker" fra denne koncert kan også findes på 2-disc-udgaven af Plug Me In. Deluxudgaven indeholder desuden "Let There Be Rock" fra Hippodrome-koncerten.

## Spor
Alle spor er lavet af Young, Young og Scott.
1. "Let There Be Rock"
2. "Problem Child"
3. "Hell Ain't a Bad Place to Be"
4. "Whole Lotta Rosie"
5. "Bad Boy Boogie"
6. "Rocker"
7. "T.N.T."

## Musikere
- Bon Scott – Vokal
- Angus Young – Lead guitar
- Malcolm Young – Rytmeguitar, bagvokal
- Cliff Williams – Bas, bagvokal
- Phil Rudd – Trommer